# Red Bull RB4
O Red Bull RB4 foi o modelo da Red Bull Racing da temporada de 2008 da Fórmula 1. Condutores: David Coulthard e Mark Webber.

## Resultados[1]
(legenda) 
| Ano  | Chassi | Motor           | Pneus | Nº | Pilotos         | 1   | 2   | 3   | 4   | 5   | 6   | 7   | 8   | 9   | 10  | 11  | 12  | 13  | 14  | 15  | 16  | 17  | 18  | Pontos | Posição |  |
| ---- | ------ | --------------- | ----- | -- | --------------- | --- | --- | --- | --- | --- | --- | --- | --- | --- | --- | --- | --- | --- | --- | --- | --- | --- | --- | ------ | ------- |  |
|      |        |                 |       |    |                 |     |     |     |     |     |     |     |     |     |     |     |     |     |     |     |     |     |     |        |         |  |
|      |        |                 |       |    |                 | AUS | MAL | BHR | ESP | TUR | MON | CAN | FRA | GBR | GER | HUN | EUR | BEL | ITA | SIN | JPN | CHN | BRA |        |         |  |
| 2008 | RB4    | Renault RS27 V8 | B     | 9  | David Coulthard | Ret | 9   | 18  | 12  | 9   | Ret | 3   | 9   | Ret | 13  | 11  | 17  | 11  | 16  | 7   | Ret | 10  | Ret | 29     | 7º      |  |
| 2008 | RB4    | Renault RS27 V8 | B     | 10 | Mark Webber     | Ret | 7   | 7   | 5   | 7   | 4   | 12  | 6   | 10  | Ret | 9   | 12  | 8   | 8   | Ret | 8   | 14  | 9   | 29     | 7º      |  |